# Viive Sterpu

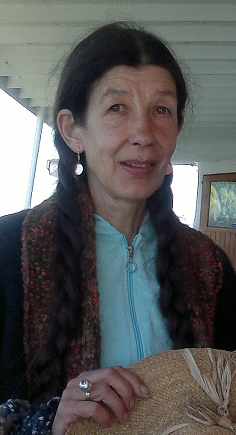
Viive Sterpu

Viive Sterpu (früher Sirkel; * 17. Dezember 1953 in Tallinn, Estnische SSR; † 5. Dezember 2012) war eine estnische Künstlerin und lebte in Tallinn.
Viive Sterpu zeichnete meistens mit Pastellfarben auf Sandpapier. Auch Graphik und Glasbearbeitung hatten einen Teil in ihrem Schaffen. Ihre Motive fand sie beim Alltag und die Werke brachten einerseits eine weibliche Zärtlichkeit und anderseits die Einsamkeit einer Cityfrau zum Ausdruck. Sie liebte Tiere und Natur und diese Motive zeigen sich häufig in ihren Werken. Die Farben sind rein und stehen in einem harmonischen Verhältnis zueinander.
Ihre Werke signierte sie mit Viive. Vor ihrer Ehe hieß die Signatur Sirkel.

## Ausstellungen
Viive Sterpu hatte sowohl private als auch gemeinsame Ausstellungen in Estland, Finnland und Italien.

## Die Heldinnen von Puccini
Inspiriert durch die Musik von Giacomo Puccini hat Viive Sterpu eine Kollektion von 12 Bildern geschaffen und zwar: Die Heldinnen von Puccini. Diese Kollektion mit 14 Heldinnen – Anna, Tigrana, Manon, Mimi/Musetta, Tosca, Cio-Cio-San, Minnie, Magda, Giorgetta, Schwester Angeliga, Lauretta, Liú/Turandot – hat sie im April 2007 an das Villa Museo Giacomo Puccini (Torre del Lago Puccini, Italien) geschenkt. Diese Donation wurde von der Enkelin Giacomo Puccinis Signora Simonetta Puccini in Empfang genommen.

## Sonstiges
Die Werke von Viive Sterpu sind überall in der Welt verkauft. Von ihr stammen auch die Zeichnungen mit Puccini-Motiven für eine Briefmarkenserie der finnischen Firma Kaleva Travel. Von Viive und ihrem Mann wurde im Jahr 2004 ein Dokumentfilm Viive und Eugen Sterpu gedreht und in ETV (Eesti Televisioon) in Serie Subjektiiv vorgeführt.

## Mitgliedschaft
Viive Sterpu war Mitglied der Eesti Kunstnike Liit (Künstlerverband Estlands).

## Familie
Viive Sterpu war verheiratet mit Eugen Sterpu.